# René Laporte
Pour les articles homonymes, voir Laporte.
René Laporte, né le 27 septembre 1905 à Toulouse et mort le 1er mars 1954 à Paris, est un écrivain, poète, et journaliste français, lauréat du prix Interallié en 1936.

## Biographie
Le père de René Laporte est magistrat. Après des études au lycée Pierre-de-Fermat de Toulouse, il fait son droit à université Toulouse-I-Capitole, comme son ami André Cayatte qui reprendra sa revue, Les Cahiers libres créée en mai 1924. Il travaille ensuite à La Revue de Paris comme secrétaire de rédaction avant de se consacrer à l'écriture de romans.
En 1927 il publie son premier roman aux Éditions Grasset & Fasquelle, Le Dîner chez Olga. De 1924 à 1934, il dirige les éditions des Cahiers libres à Toulouse puis Paris en parallèle de la revue des éditions des Cahiers libres fondée avec Lucien-Henri Dumas. En 1934 il revend les éditions des Cahiers libres à Robert Denoël. En 1931, il se marie avec la fille d'un industriel et déménage à Paris au 40bis de la rue Boissière. En 1936, il est envoyé à Tunis et travaille comme chef de service de presse de la résidence général de France en Tunisie ; il est renvoyé en 1939. Il entre alors comme secrétaire de Jean Giraudoux au ministère de l'Information et se charge de la censure.
En septembre 1939 durant la mobilisation générale, René Laporte est engagé comme secrétaire d'état-major puis est démobilisé en juillet 1940. Sous l’Occupation, réfugiés à Antibes, René Laporte et Léon Pierre-Quint poursuivent les publications des éditions Kra, frappées d’interdiction. À Antibes, il s'installe au 3 place du Barri, voie désormais renommée rue René-Laporte. Les éditions Julliard publient ses romans en 1943 et il devient ami avec René Julliard. Durant cette période, il s'engage dans la Résistance intérieure française et il est chargé de surveiller la radio RMC, dirigée alors par la Wehrmacht. Après la Libération, il travaille de 1944 à mai 1945 comme inspecteur au Ministère de l'Information.
René Laporte meurt accidentellement le 1er mars 1954 renversé par une voiture à Paris ; il décède durant la nuit à l'Hôpital Boucicaut d'un traumatisme crânien.
Le prix René-Laporte est un prix de poésie attribué de 1957 à 1964.

## Œuvres

### Littérature
- 1925 : Attitudes, poèmes, éditions des Cahiers Libres
- 1926 : Vive la vie, poèmes, éditions des Cahiers Libres
- 1927 : Corde au cou, poèmes, éditions des Cahiers Libres
- 1927 : Le Dîner chez Olga, roman, éditions Grasset
- 1928 : Le Guérisseur, éditions Grasset
- 1930 : Joyce, poèmes, éditions Calmann-Levy
- 1932 : Le Somnambule, poèmes, éditions des Cahiers libres
- 1935 : La Part du feu, éditions Denoël & Steel
- 1935 : Alphabet de l'amour, poèmes, illustrations de Valentine Hugo, éditions GLM
- 1936 : Les Chasses de novembre, éditions Denoël & Steel – prix Interallié
- 1936 : La journée du 8 mars, poème, éditions GLM
- 1941 : Deux poèmes pour aujourd'hui, poèmes, éditions Ars
- 1942 : Les Passagers d'Europe
- 1943 : Le Cheval volant
- 1944 : L'Ami des anges
- 1944 : Histoires du mauvais temps
- 1944 : Hôtel de la solitude, éditions Julliard-Sequana ; rééd. Le Dilettante en 2012 avec une préface de François Ouellet.
- 1949 : Les Membres de la famille : Ma dernière volonté (tome 1), Chacun pour soi (tome 2), Le Château de sable (tome 3), Un air de jeunesse, (tome 4), éditions Julliard.
- 1949 : Les Petites Filles modèles, poèmes, douze lithographies originales de Kostia Terechkovitch, quatre vingt dix-neuf exemplaires numérotés, Éditions Wolfsberg, Zurich, 1949.
- 1954 : La Tête haute, éditions Julliard.

Les deux derniers volumes annoncés ne semblent pas avoir parus.
- 1954 : Rêves perdus, poèmes, éditions Seghers
- 1954 : Poésie choisie, poèmes, éditions René Julliard posthume, précédé d'une Esquisse d'une description critique (et sentimentale) de René Laporte, poète par Claude Roy

### Théâtre
- 1945 : Federigo, mise en scène Marcel Herrand au théâtre des Mathurins, avec Maria Casarès, Jean Marchat, Gérard Philipe et Claude Piéplu. La pièce est inspirée d'une nouvelle de Mérimée[5].
- 1958 : La Route de Versailles, comédie en trois actes, diffusion radiophonique le 8 octobre 1958[1]

Adaptation
- 1945 : Rebecca de Daphné du Maurier, Théâtre de Paris